# Thế kỷ 17
Thế kỷ 17 là khoảng thời gian tính từ thời điểm năm 1601 đến hết năm 1700, nghĩa là bằng 100 năm, trong lịch Gregory, trước thế kỷ 18 và sau thế kỷ 16.
Thế kỷ này rơi vào thời kỳ cận đại của châu Âu và ở lục địa đó (có tác động ngày càng tăng đối với thế giới) được đặc trưng bởi phong trào văn hóa Baroque, phần sau của Thời kỳ hoàng kim Tây Ban Nha, Thời kỳ hoàng kim Hà Lan. Grand Siècle của Pháp do Louis XIV thống trị, Cách mạng Khoa học, công ty đại chúng và siêu tập đoàn đầu tiên trên thế giới được gọi là Công ty Đông Ấn Hà Lan.

## Các sự kiện
- 1601–1603: Nạn đói ở Nga đã giết chết một phần ba dân số ở Sa quốc Nga.[2]
- 1602: Công ty Đông Ấn Hà Lan được thành lập.[3] Sự thành công của nó góp phần tạo nên Thời kỳ hoàng kim Hà Lan.
- 1603: Elizabeth I của Anh qua đời và được kế vị bởi anh họ của bà, Vua James I của Anh, thống nhất vương quyền của Scotland và Anh.
- 1610: Vua Henry IV của Pháp bị ám sát.
- 1618-1648: Chiến tranh Ba Mươi Năm
- 1631: Núi Vesuvius phun trào.
- 1641-1660: Nội chiến Anh
- 1644: Sấm Vương Lý Tự Thành lật đổ Nhà Minh, đặt tên nước là Đại Thuận, nhưng chỉ 2 tháng sau, quân Mãn Châu cùng với quân của Ngô Tam Quế tiến vào Trung Nguyên rồi kéo đến Bắc Kinh tiêu diệt quân Đại Thuận, Lý Tự Thành chết một năm sau đó, mở đầu cho thời kì cai trị Trung Hoa suốt gần 300 năm của Nhà Thanh.
- 1660: Thịnh vượng chung Anh kết thúc và chế độ quân chủ ở Vương quốc Anh được đưa trở lại.
- 1660: Hội Hoàng gia Luân Đôn được thành lập.[4]
- 1660: Nội chiến Brunei (1660–1673)
- 1683: Trận Viên
- 1692: Các vụ xử phù thủy tại Salem.
- 1700: Chiến hạm Vasa được đóng.